# 蒂安洛
蒂安洛（卑南語：Diyangraw），是台灣卑南族傳說中的女性，因為身體的異常而被視為不祥，後來被知本社的首領西哈西浩（Sihasihaw）解決並且與其結婚。

## 外表
蒂安落來自於卑南社，母親是來自巴巴都蘭的妲達姥（tadanaw），她外表跟一般人無異，但其陰部長有牙齒，容易造成丈夫的陰莖被咬斷而死。

## 傳說
蒂安洛先後嫁給兩位拉拉鄂斯族的男子，但兩次都因為她的陰部牙而以丈夫慘死結束，其父母為此感到相當羞恥，認為她是不祥之女，把她裝進箱裡推進大海中。後來知本社首領西哈西浩帶著族人在海邊打獵時看到那個箱子，想要打撈起來，但都無法成功，最後是他自己施法讓箱子靠岸，並救出裡面的蒂安洛。在得知她的遭遇後，族人們便主動幫忙她清除牙齒，並經過反覆測試後才終於確認她沒有了危害。當時西哈西浩的妻子剛過世，家裡三個孩子需要有人照顧，於是他將蒂安洛帶回部落，兩人就這樣結婚了。
後續
西哈西浩和蒂安洛生了三個孩子，其中的兄弟阿魯拿焰（arunayan）和阿魯曝烷（arupuwan）在日後毀滅了拉拉鄂斯族。